# Мурсия-Сан-Хавьер
Мурсия-Сан-Хавьер (англ. Aeropuerto de Murcia-San Javier) — аэропорт у города Сан-Хавьер.
Расположен аэропорт в 27 км от Мурсии рядом с побережьем Мар-Менор, крупным туристическим центром Европы. В 1995 году пассажирооборот составлял всего 88608 человек. Популярность у туристов вынудило реконструировать взлётно-посадочную полосу, что позволило принимать такие самолёты как Boeing 757 или Airbus A300. К 2009 году пассажирооборот увеличился до 1630684. В 2011 году была сдана вторая ВПП. Оперируется аэропорт компанией Aena.
Аэропорт обслуживает как внутренние, так и международные рейсы, регулярные и чартерные. В пригороде Мурсии также продолжается строительство нового международного аэропорта.
Рядом с аэропортом расположена полоса длиной 800 м для самолётов военной базы.